# Stemma
Et stemma (fra græsk) er en skematisk fremstilling af slægtskab. Der kan være tale om en slægtstavle over menneskers slægtskab, men ordet bruges oftest om en fremstilling af slægtskabet mellem tekster og kan således være et led i tekstkritik eller kildekritik.

## Ekstern henvisning
- Forord Arkiveret 4. april 2005 hos  Wayback Machine fra 1938 til Diplomatarium Danicum, hvor et stemma er brugt til at forklare nummerering af originaler og afskrifter

| Slægtsnavne | Spire Denne artikel om et slægtsnavn er en spire som bør udbygges. Du er velkommen til at hjælpe Wikipedia ved at udvide den. |